# فرودگاه بین‌المللی انتونیو بی وان پت
فرودگاه بین‌المللی انتونیو بی وان پت (به انگلیسی: Antonio B. Won Pat International Airport) (به زبان بومی: Antonio B. Won Pat International Airport) یک فرودگاه همگانی بهره‌برداری هوایی (۲۰۰۶) با کد یاتا GUM است که یک باند فرود آسفالت و بتن دارد و طول باند آن ۳۰۵۳ متر است. این فرودگاه در کشور گوآم قرار دارد و در ارتفاع ۹۱ متری از سطح دریا واقع شده است.

## شرکت‌های هواپیمایی و مقصدهای پروازی

### مسافری
| شرکت‌های هواپیمایی | مقصدهای پروازی | Refs  |
| ----------------- | --- | ----- |
| Air Busan         | گیمهی |       |
| سبو پسیفیک        | نینوی آکوئینو |       |
| چاینا ایرلاینز    | تائویوان تایوان |       |
| دلتا ایرلاینز     | ناریتا |       |
| هنگ کنگ اکسپرس    | چوبو سنترایر (آغاز از ۳۱ اکتبر ۲۰۱۷) |       |
| خطوط هوایی ژاپن   | ناریتا |       |
| ججو ایر           | گیمهی، اینچئون |       |
| Jin Air           | گیمهی، اینچئون |       |
| کورین ایر         | کانزای، اینچئون چارتر: ججو |       |
| فیلیپین ایرلاینز  | نینوی آکوئینو |       |
| Star Marianas Air | روتا، سایپن | [ ۲ ] |
| تی وی ایرلاینز    | دئگو، کانزای, اینچئون چارتر فصلی: فوکوئوکا |       |
| یونایتد ایرلاینز  | چوک، فوکوئوکا، هنگ کنگ، بین الملی هونولولو، رومن ت‌متچول، کوسرای، صحرایی ارتشی بوچولز، اس جزیره مارشال، نینوی آکوئینو، چوبو سنترایر، کانزای، Pohnpei، نیو چیتوز، سندای، شانگهای پودنگ، ناریتا، یپ چارتر فصلی: پکن |       |
| یونایتد اکسپرس    | روتا، سایپن |       |

### باری
| شرکت‌های هواپیمایی   | مقصدهای پروازی              | Refs  |
| ------------------- | --------------------------- | ----- |
| اژیا پسفیک ایرلاینز | اس جزیره مارشال، Pohnpei    | [ ۶ ] |
| یوپی‌اس ایرلاینز     | هنگ کنگ، بین الملی هونولولو |       |